# Xian de Changning (Yunnan)
Pour les articles homonymes, voir Changning.
Le xian de Changning (昌宁县 ; pinyin : Chāngníng Xiàn) est un district administratif de la province du Yunnan en Chine. Il est placé sous la juridiction de la ville-préfecture de Baoshan.

## Démographie
La population du district était de 330 933 habitants en 1999.